# Да питамо заједно
Да питамо заједно је некадашња телевизијска емисија која се емитовала у Југославији на тадашњој Телевизији Београд од краја 1987. до средине 1992. године у којој су естрадни уметници на комерцијални начин представљали своје песме и албуме под патронатом својих издавачких кућа. Емисија је стекла велику популарност захваљући водитељско-брачном пару Шимунец, Звонимиру и Мајди.

## Формат емисије
Забавно-рекламни програм Да питамо заједно настао је из сазнања Комерцијалног програма ТВ Београд да оглашивачи траже атрактивне музичке програме у којим би путем рекламе преставили своје производе. Музички извођачи су гоствањем у емисији представљали своје албуме кроз музичке нумере са истих у виду рекламе коју је платила њихова дискографска кућа. ЕПП програм који би рекаламирао производе и на тај начин сам себе издржавао, а уз то имао нови олблик другачији од стандардног низања реклама убрзо је постао веома популаран код гледалаца, тако да је емисија добила стални термин, суботом поподне у 14 часова на првом каналу ТВ Београд, уместо првобитно замишњеног на другом каналу уторком увече. Емисија је у својим првим издањима испитивала квалитет производа уз намеру да оплемени емономску пропаганду и доведе пред гледаоце популарне личности. Колажни програм састављен од музике, информација и реклама прерастао је у контакт програм емитован уживо како би био у директној вези са гледалиштем. Прва два издања емисије била су унапред снимњена, а сва остала емитвала су се уживо, како из студија тако и из разних крајева у Србији чиме је емисија себи додала и туристички примат.

## Водитељи
Емисија је током свог емитовања мењала водитеље, али је остала запамћена по брачном пару Шимунец, Звонимиру и Мајди који су емисију водили од самог старта да би на самом врху популарности, након 121. емисије напустили емисију да би се посветили породици. Поред водитељско-брачног пара Шимунец, кроз емисију водитељски посао су радили Аљоша Вучковић, Сузана Манчић, Жељко Стефановић... 
Студио из којег се емисија емитовала током телевизисјих сезона мењао је сценографију за коју је била задужена Оливера Протић.

## Ток емисије
У сваком издању емисије гостовали су изизвођачи из области претежно домаће народне, (тадашње новокомпоноване) музике, а ређе поп и рок музике. Поред песама, извођачи су први пут на телевизији имали прилику да испричају нешто о себи, својим песмама, турнејама и ангажманима. Уз сваког извођача била је потписана његова музичка издавачка кућа. Највећи простор у емсији имале су дискографске куће ПГП-РТБ, Дискос и Југодиск, мањи простор сарајевски Дискотон, док је Југотон имао најмању заступљеност у емисији јер је та издавачка кућа имала мали број извођача домаће фолк музике, те емисију није емитовало емитер Хрватска радио-телевизија за подручје СР Хравтској у оквиру ЈРТ-а. Емисја је поред музике, имала броје наградне игре, бавила се овдикавањем од пушења дувана, и представљањем протрошачких производа. Потенцијал ове емисије приметиле су дискографске куће које су почеле зајдено са телевизијом да снимају музичке спотове за своје фолк извођаче, који су премијерно емотовани у емисији.